# Eileen Heckart
Anna Eileen Heckart (ur. 29 marca 1919 w Columbus, zm. 31 grudnia 2001 w Norwalk) – amerykańska aktorka, laureatka Oscara za rolę drugoplanową w filmie Motyle są wolne.

## Życiorys
Urodziła się w Columbus, w stanie Ohio, jako córka Esther (z domu Stark) i Leo Herberta. Została prawnie zaadoptowana przez swojego dziadka J.W. Heckarta. Jej rodzina była pochodzenia irlandzkiego i niemieckiego. Uzyskała licencjat wydziału dramatycznego Ohio State University.
Heckart poślubiła Johana Harrisona Yankee’ego Jr. w 1942 roku. Byli małżeństwem aż do jego śmierci w 1997 roku. Jej syn Luke Yankee jest autorem książki Spotlight: Growing Up with Eileen Heckart, opublikowanej w 2006 roku.
Aktorka rozpoczęła karierę na Broadwayu jako asystentka kierownika sceny i dublerka w sztuce Voice of the Turtle w 1943 roku. Zdobyła Oscara dla najlepszej aktorki drugoplanowej za rolę w filmie Motyle są wolne. Wcześniej była nominowana w 1956 roku za rolę pogrążonej w żałobie pani Daigle w filmie The Bad Seed. Wystąpiła również jako wdowa w filmie Clinta Eastwooda Wzgórze złamanych serc.
Zmarła na raka płuc w swoim domu w Norwalk w stanie Connecticut w wieku 82 lat.
Aktorka ma swoją gwiazdę w Hollywoodzkiej Alei Sław przy 6140 Hollywood Blvd.

## Filmografia
Filmy fabularne
- 1996: Zmowa pierwszych żon (The First Wives Club) jako Catherine MacDuggan
- 1994: Jeden dzień z życia pewnej pary (Breathing Lessons) jako Mabel
- 1994: Zdradzona rodzina (Ultimate Betrayal) jako Sarah McNeil
- 1993: Triumph Over Disaster: The Hurricane Andrew Story jako Shelley
- 1989: Schowajmy to razem (Stuck with Each Other)
- 1986: Wzgórze złamanych serc (Heartbreak Ridge) jako Little Mary Jackson
- 1986: Seize the Day jako zmarła kobieta #1
- 1985: The Recovery Room jako pani Griffin
- 1982: Games Mother Never Taught You jako Martha Brewster
- 1982: Table Settings
- 1981: The Big Black Pill jako siostra Clara
- 1980: F.D.R.: The Last Year jako Eleanor Roosevelt
- 1980: Biała mama (White Mama) jako trzecia złodziejka
- 1979: 3 by Cheever: The Sorrows of Gin jako Rosemary
- 1978: Suddenly, Love jako pani Malloy
- 1977: Sunshine Christmas jako Bertha Hayden
- 1977: The Honeymooners Christmas Special jako matka Alice
- 1976: Spalone ofiary (Burnt Offerings) jako Roz Allardyce
- 1975: Kryjówka (The Hiding Place) jako Katje
- 1974: The F.B.I. Story: The FBI Versus Alvin Karpis, Public Enemy Number One jako Ma Barker
- 1974: Lily
- 1974: Narzeczona Zandy’ego (Zandy's Bride) jako Ma Allan
- 1972: The Victim jako pani Hawkes
- 1972: Motyle są wolne (Butterflies Are Free) jako pani Baker
- 1971: All the Way Home jako Hannah Lynch
- 1969: The Tree jako Sally Dunning
- 1968: Nie traktuje się tak damy (No Way to Treat a Lady) jako pani Brummel
- 1967: W górę po schodach w dół (Up the Down Staircase) jako Henrietta Pastorfield
- 1963: My Six Loves jako Ethel
- 1960: Piękna złośnica (Heller in Pink Tights) jako Lorna Hathaway
- 1959: A Doll's House jako Kristine Lind
- 1958: Hot Spell jako przyjaciółka Almy
- 1956: Przystanek autobusowy (Bus Stop) jako Vera - kelnerka
- 1956: Między liniami ringu (Somebody Up There Likes Me) jako Ma Barbella
- 1956: The Bad Seed jako Hortense Daigle
- 1956: Miracle in the Rain jako Grace Ullman
- 1953: The Trip to Bountiful jako Jessie Mae Watts

## Nagrody
- Nagroda Akademii Filmowej Najlepsza aktorka drugoplanowa: 1973 Motyle są wolne
- Złoty Glob Najlepsza aktorka drugoplanowa: 1957 The Bad Seed
- Nagroda Emmy Najlepszy gościnny występ aktorki w serialu komediowym: 1992 Love & War